# 녹파주
녹파주(綠波酒)는 고려시대부터 전해오던 우리술이다. 맑고 깨끗한 선비의 지조가 서려있는 술로, 거울에 비치는 푸른 파도를 보는 듯 맑다고 해 '경면녹파주(鏡面綠波酒)'라 불리며, 실제 술을 빚어보면 푸른빛을 띤다. 녹파주는 곱게 가루를 내 반죽한 멥쌀과 누룩가루, 밀가루를 섞어 항아리에 넣고 3일 후에 찹쌀로 고두밥을 지어 섞은 다음 서늘한 곳에서 10일 정도 발효시키면 완성된다.